# Aprosdoketophis andreonei
Aprosdoketophis andreonei là một loài rắn trong họ Colubridae. Loài này được Wallach, Lanza & Nistri mô tả khoa học đầu tiên năm 2010.